# Occlusion de la veine centrale de la rétine
 Mise en garde médicale
L'occlusion de la veine centrale de la rétine est l'occlusion du tronc de la veine centrale de la rétine ou de l'une de ses quatre branches : veines temporales supérieure et inférieure ou veines nasales supérieure et inférieure.

## Épidémiologie
Près de 16 millions de personnes en seraient atteintes de par le monde. Le risque de survenue chez la personne âgée est un peu inférieur à 2 % à dix ans, avec une majoration de ce risque avec l'âge, le niveau de pression artérielle et la présence d'un athérome artériel rétinien. La maladie est également plus fréquente en cas de thrombophilie (anomalie de la coagulation), de diabète.

## Physiopathologie
L'occlusion veineuse est très probablement favorisée par la compression d'une artère voisine, dont les parois sont durcies du fait de l'athérome.
La stase sanguine, consécutive à l'occlusion veineuse, peut entraîner un œdème de la macula, cause de la perte de la vision. Il peut exister également une néovascularisation pouvant se compliquer d'hémorragies vitréennes ou d'un glaucome (dit néovasculaire). Les conséquences d'une occlusion d'une branche de la veine centrale sont sensiblement moins graves.

## Description
Classiquement le tableau clinique est celui d'un patient de plus de 60 ans présentant une baisse rapide de la vision, d'intensité variable, unilatérale, avec un œil blanc et indolore.

## Diagnostic
L'examen clinique repose sur le fond d'œil (FO) complété d'une angiographie à la fluorescéine. Le FO retrouve :
- des veines dilatées, sombres et tortueuses ;
- des hémorragies rétiniennes disséminées, souvent superficielles en flammèches, ou profondes en plaques ;
- un œdème papillaire, dû à la stase veineuse ;
- des nodules cotonneux, correspondant à la souffrance rétinienne.

Si l'occlusion intéresse seulement l'une des branches de la veine centrale, les anomalies sont alors segmentaires.

## Évolution
Sans traitement, l'évolution des troubles de la vision est variable. Dans un tiers des cas, elle se complique par une ischémie du fond d'œil se manifestant par une néovascularisation avec risque hémorragique ou de glaucome. En cas d'atteinte uniquement de l'une des branches de la veine centrale, l'acuité visuelle peut s'améliorer sensiblement de manière spontanée mais sans retourner, en règle, à l'état antérieur.

## Traitement
La prise en charge a fait l'objet de la publication de recommandations en Grande-Bretagne par le Royal College of Ophthalmologists en 2010.
La prise en charge repose sur une surveillance étroite des patients, afin de traiter par une photocoagulation au laser Argon les zones rétiniennes ischémiques. Cette photocoagulation améliore l'acuité visuelle à moyen terme en cas d'œdème maculaire et réduit le risque de néovascularisation avec les complications qui en découlent (glaucome, hémorragie intravitréenne).
Les corticoïdes, en injection locale (intravitréenne), n'ont pas prouvé de bénéfices substantiels si l'occlusion concerne une veine périphérique mais améliorent le pronostic visuel en cas d'occlusion de la veine centrale, avec un risque accru de glaucome. Cette injection peut être faite sous forme d'implant biodégradable imprégné en corticoïde.
Une hémodilution isovolémique peut être proposée en milieu hospitalier.
La néovascularisation étant un facteur aggravant, l'inhibition du facteur de croissance de l’endothélium vasculaire pourrait être intéressante. Ainsi, l'injection locale de ranibizumab semble améliorer le pronostic visuel mais nécessite des injections mensuelles pendant une longue durée. Le bevacizumab a également prouvé une efficacité dans les mêmes indications mais n'a pas l'autorisation d'emploi en injection intra-oculaire, bien que beaucoup moins cher. Le pegaptanib semble aussi avoir des résultats prometteurs en cas d'œdème maculaire.
Le mécanisme initial étant un athérome artériel, l'évaluation et le traitement des facteurs de risque cardio-vasculaire fait partie de sa prise en charge ainsi que la recherche systématique d'autres atteintes artérielles (artères coronaires, carotides…).

## Divers
Le héros du roman de Yasmina Reza, Adam Haberberg est atteint de cette affection.